# Casa Pigafetta
Casa Pigafetta, sita in via Pigafetta a Vicenza, è un palazzetto concluso nel 1481, come ricorda puntigliosamente la scritta classicheggiante incisa sopra la finestra a destra del piano terra: MCCCCLXXXI / KL AUGUST.

## Storia
Nel Trecento la zona era abitata dai Pigafetta, famiglia di esuli guelfi fiorentini. Il palazzo fu rielaborato da Matteo Pigafetta nel 1481.
L'edificio viene spesso erroneamente attribuito al famoso navigatore Antonio Pigafetta, tesi definitivamente confutata dagli studi di Franco Barbieri e Renato Cevese.
L'edificio, oggetto nel 1990 di un travagliato restauro, è abitato e non è aperto al pubblico.

## Descrizione

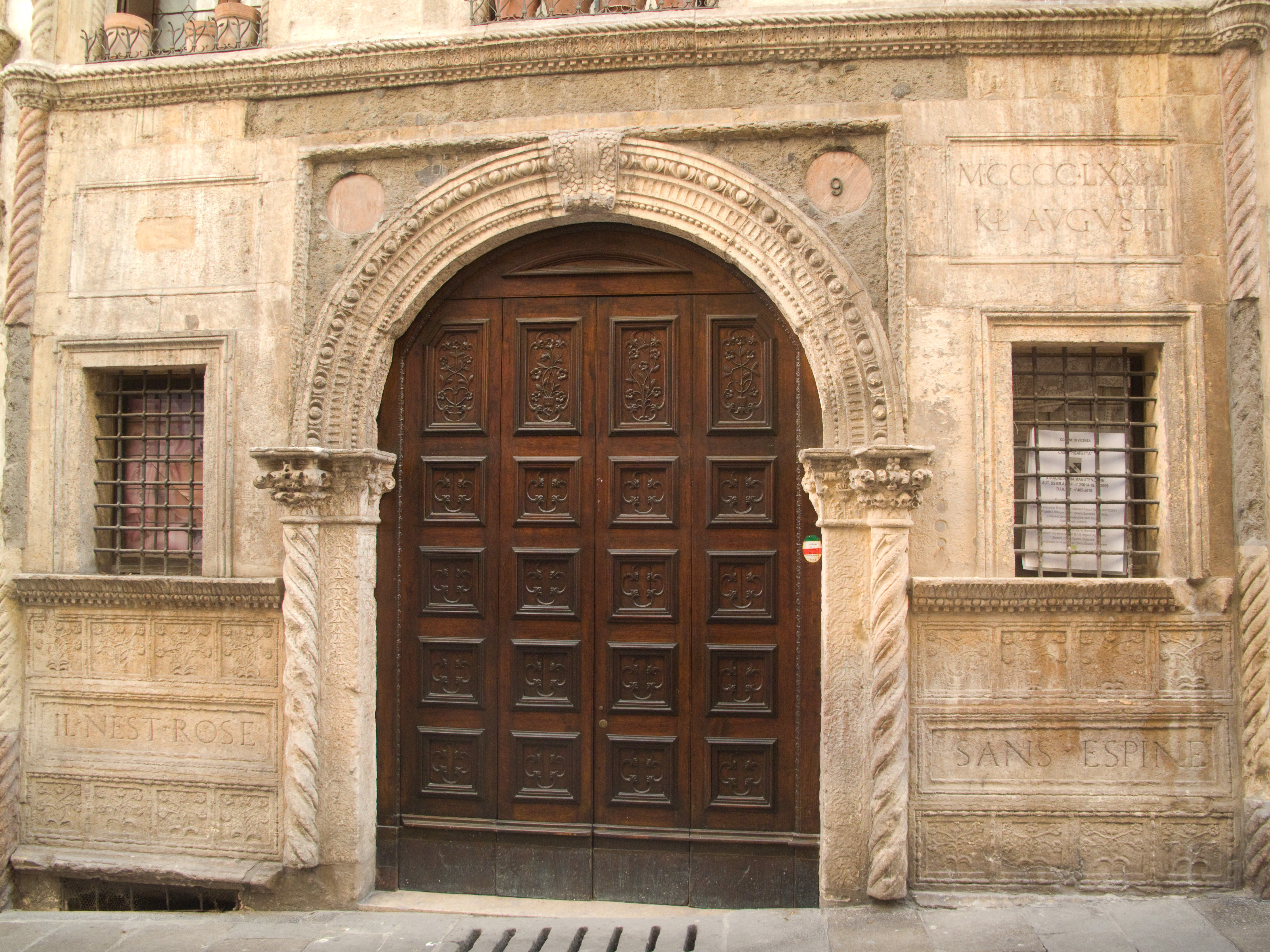
Il portale

È un raro esempio di architettura che fonde le suggestioni del tardo gotico fiorito veneziano con elementi del primo rinascimento, con singolari e piacevoli effetti decorativi.  Il portale, e il piano terreno sono quasi pienamente rinascimentali sia nelle proporzioni dell'arcata sia nella ricerca di motivi classici nelle modanature: alla successione di ovoli, baccellature e astragalo a perline dell'arco corrisponde risponde il motivo a doppia treccia degli stipiti mentre ancora goticheggianti sono le semicolonne a tortiglione con i capitelli fitomorfi. Ai lati del portale, sotto le finestrine, in una riquadratura marcata da una cimasa ancora modanata alla maniera classica, è affiancato da una scritta in francese antico IL NEST ROSE / SANS ESPINE (non c'è rosa, senza spine) circondata da formelle con roseti stilizzati. L'allusione è allo stemma della casata dei Pigafetta, il cui cognome fiorentino era Della Rosa.
Il primo piano riprende lo schema delle finestre trilobate veneziane con il tipico arco inflesso la due ai lati variato in tutto sesto al centro. Più sorprendenti sono le finestre del secondo ed ultimo piano. È particolare la loro sagomatura trilobata e spezzata che ricorda l'incorniciatura della porta della Carta, o la Casa Olzignani di Padova. Altrettanto particolare sono i fantasiosi stipiti che incolonnano una varietà di vasi, fiori cornucopie ed uccelli e che incorniciano anche i ricchi bassorilievi tra le finestre. Altrettanto esuberanti sono i balconi trilobati, che potrebbero ricordare (e anticipare) quelli del codussiano palazzo Corner Spinelli se alla classica semplicità di quelli non sostituissero le esuberanti mensole con foglie grifoni e nuovamente cornucopie.